# 埃克洛斯-巴迪尼耶尔
埃克洛斯-巴迪尼耶尔（法語：Eclose-Badinières，法語發音：[ekloz badinjɛʁ]）是法国伊泽尔省的一个市镇，属于拉图尔迪潘区。该市镇于2015年1月1日由原市镇埃克洛斯和巴迪尼耶尔合并而成。

## 地理
埃克洛斯-巴迪尼耶尔（45°29'55"N, 5°17'58"E）面积16.28 平方千米，位于法国奥弗涅-罗讷-阿尔卑斯大区伊泽尔省，该省份为法国东南部内陆省份，北起顺时针与安省、萨瓦省、上阿尔卑斯省、德龙省、阿尔代什省、卢瓦尔省和罗讷省。
与埃克洛斯-巴迪尼耶尔接壤的市镇（或旧市镇、城区）包括：特拉莫莱、贝尔蒙、比奥勒、尚皮耶、沙托维兰、沙托奈、弗拉谢尔、热尔翁德河畔圣安娜。
埃克洛斯-巴迪尼耶尔的时区为UTC+01:00、UTC+02:00（夏令时）。

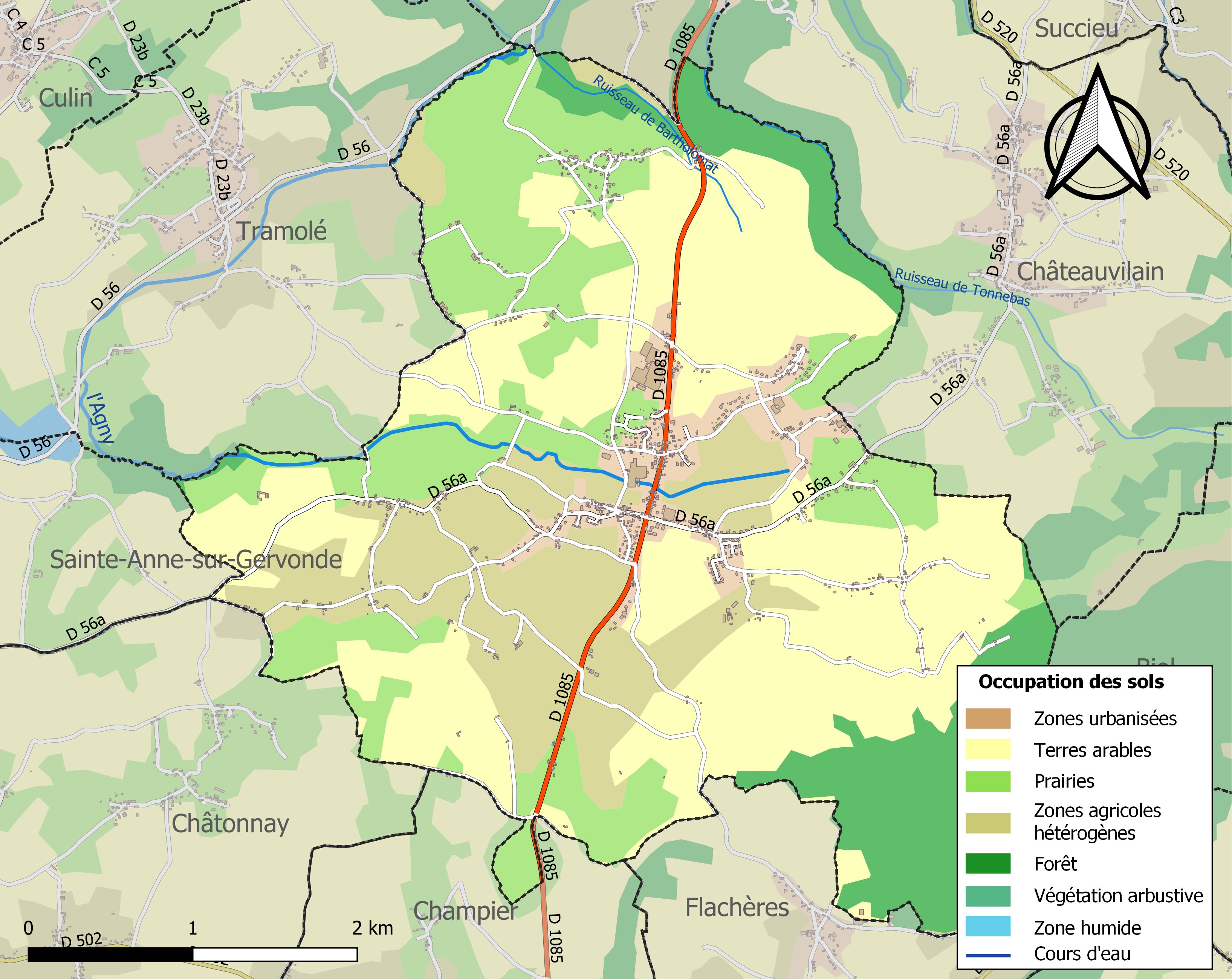
埃克洛斯-巴迪尼耶尔的OSM定位图

## 行政
埃克洛斯-巴迪尼耶尔的邮政编码为38300，INSEE市镇编码为38152。

## 政治
埃克洛斯-巴迪尼耶尔所属的省级选区为布尔关雅略县。

## 人口
埃克洛斯-巴迪尼耶尔于2022年1月1日时的人口数量为1510人。